# Arichanna flavinigra
Arichanna flavinigra là một loài bướm đêm trong họ Geometridae.